# 18803 Hillaryoas
18803 Hillaryoas (1999 JH77) là một tiểu hành tinh vành đai chính được phát hiện ngày 12 tháng 5 năm 1999 bởi nhóm nghiên cứu tiểu hành tinh gần Trái Đất phòng thí nghiệm Lincoln ở Socorro.